# Bloqueio ao Iêmen
O bloqueio do Iêmen refere-se a um bloqueio marítimo, terrestre e aéreo do Iêmen, que começou com o posicionamento dos navios de guerra da Arábia Saudita nas águas iemenitas, embora tenha sido intensificado após o lançamento em novembro de 2017 de um míssil pelos houthis do Iêmen em direção a Riade. O bloqueio do Iêmen tem sido a causa de uma situação crítica para os iemenitas e está se agravando na medida em que as Nações Unidas mencionaram que o Iêmen está enfrentando a pior fome global. A Organização Mundial de Saúde anunciou que o número de casos suspeitos de cólera no país atingiu cerca de 500.000 pessoas.

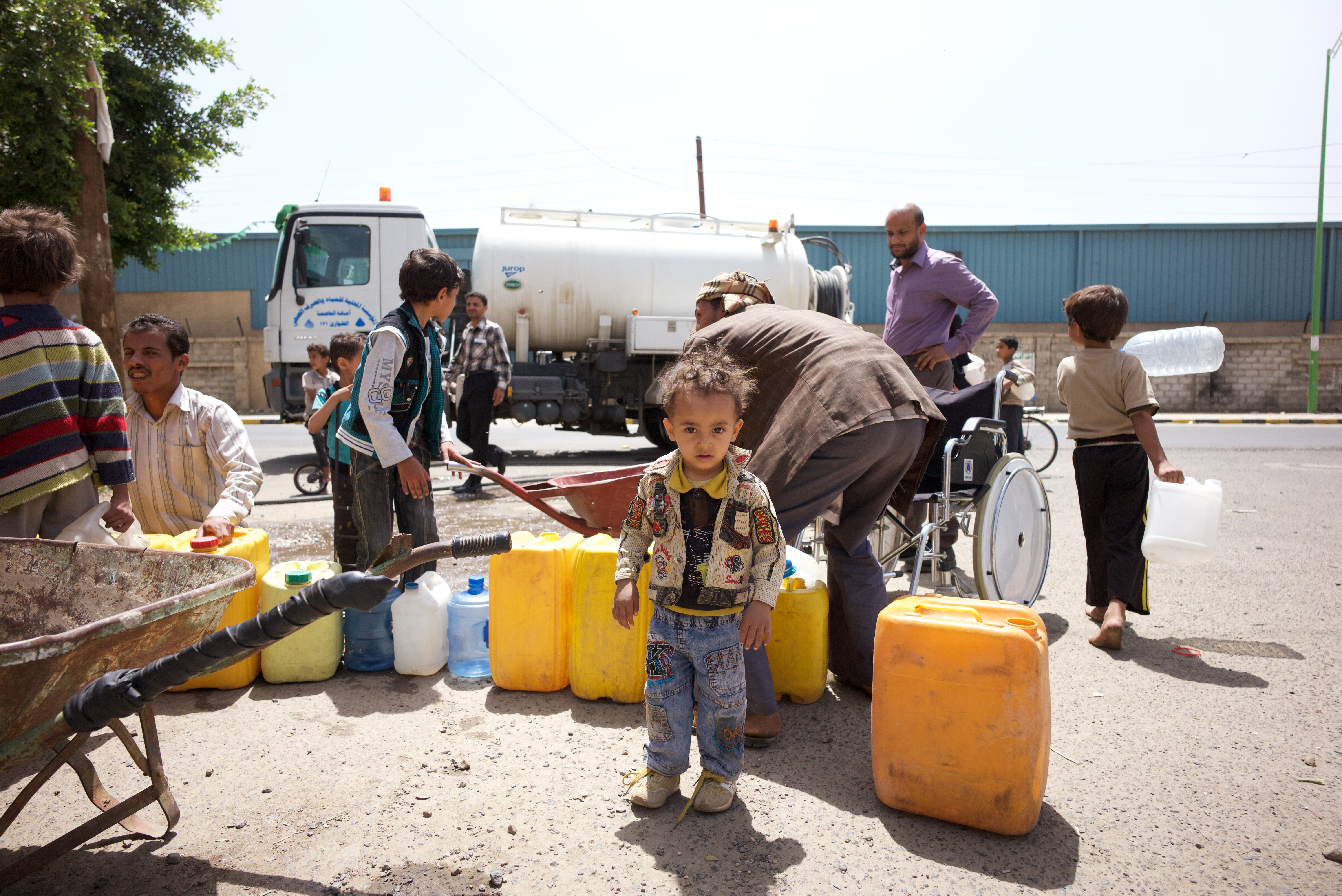
A escassez de água no Iêmen pode ser considerada um problema critico para os iemenitas e a falta de água limpa pode colocar as crianças iemenitas em risco de diversas doenças.

## Contexto

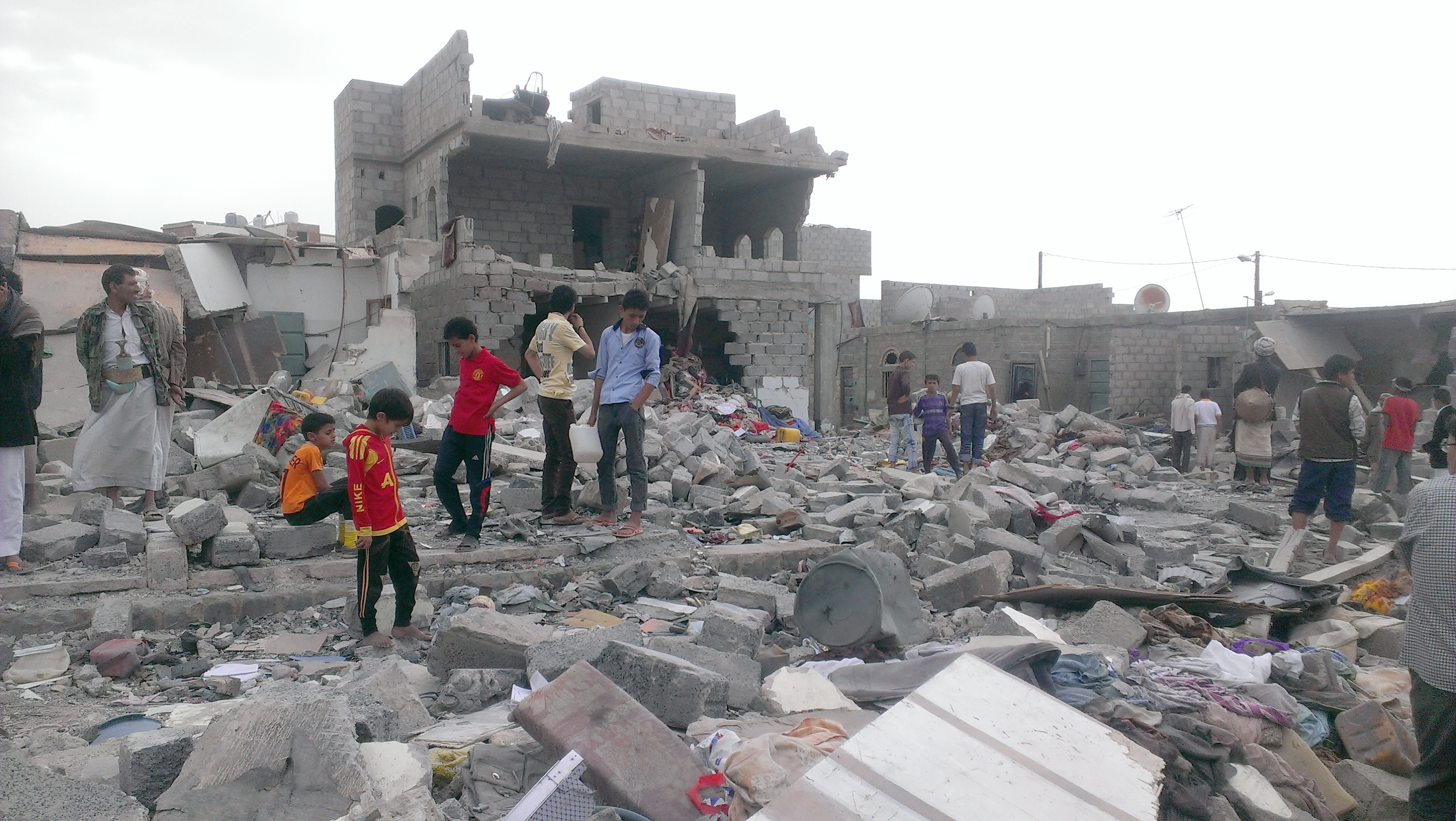
A capital iemenita Saná depois de ataques aéreos, 9 de outubro de 2015.

Uma intervenção militar foi lançada pela Arábia Saudita em março de 2015, a qual lidera uma coalizão de nove países do Oriente Médio e da África, a fim de influenciar o resultado da Guerra Civil Iemenita em favor do governo do presidente Abdrabbuh Mansur Hadi.
A intervenção com o codinome "Operação Tempestade Decisiva" incluiu uma campanha de bombardeio e, posteriormente, um bloqueio naval e também a implantação de forças terrestres no Iêmen. Como resultado disso, muitos civis foram mortos, assim como combatentes houthis.

## Escassez de suprimentos
Como resultado do bloqueio, existe uma escassez desesperadora de suprimentos necessários, como alimentos, água e recursos médicos, até certo ponto em que, por exemplo, as crianças correm o risco de contrair doenças devido à falta de água potável.
Uma quantidade limitada de navios de ajuda pode descarregar visto que a maior parte da navegação comercial, no qual o país desesperadamente pobre depende, está de facto a ser bloqueada e, na verdade, tal bloqueio fez com que a situação se tornasse crítica para os iemenitas. Apesar das petições, a Arábia Saudita não pagou os $ 274 milhões que prometeu investir em ajuda humanitária.
Uma das escassez mais visíveis causadas pelo bloqueio e pela guerra é a falta de medicamentos, principalmente contra cólera, que em 2019 já havia afetado 2 236 570 pessoas no Iêmen (quase 10% da população do país). O bloqueio feito pela coalizão causou uma falta de remédios, que, aliado ao baixo funcionamento hospitais causou o agravamento da epidemia de Cólera

## Reação das Nações Unidas
De acordo com a Agence France-Presse, as Nações Unidas solicitaram a coalizão liderada pelos sauditas que retirassem instantaneamente e completamente o bloqueio ao Iêmen. A Organização Mundial de Saúde anunciou que há uma acelerada incidência de doença da difteria em treze províncias do Iêmen. Esta organização também acrescentou que a incidência da difteria no Iêmen é considerada um problema preocupante. A coalizão árabe bloqueou todas as fronteiras marítimas, terrestres e aéreas do Iêmen após um ataque de mísseis da Ansar Allah em Riade em 6 de novembro de 2017, e não permite que a ajuda internacional seja entregue para o povo iemenita. Segundo relatórios, existem cerca de um milhão de iemenitas que foram afetados pela cólera e mais de 2.200 pessoas morreram devido à doença,  o que conduziu a protestos contra o bloqueio onde as Nações Unidas apelaram aos militares da coalizão árabe para retirar completamente o bloqueio ao Iêmen, afirmando que até 8 milhões de pessoas estavam "à beira da fome".

## Fundo jurídico
De acordo com a lei internacional sobre o bloqueio naval, as medidas navais conduzidas pela coalizão árabe não constituem um bloqueio naval no sentido legal. Afirma-se que nem a lei internacional do contrabando nem a Resolução 2216 do Conselho de Segurança das Nações Unidas, de 14 de abril de 2015, abrangem as extensas medidas de execução. Devido à devastadora fome no Iêmen e à escassez de suprimentos essenciais, que são causados pelas medidas de execução, as operações navais ao largo da costa do Iêmen são criticadas como uma violação do direito internacional humanitário.